# Olivier Yao-Delon
Olivier Yao-Delon, né le 4 avril 1995 à Montpellier dans l'Hérault, est un joueur français de basket-ball évoluant actuellement au club de Poissy Basket Association. Il mesure 1m98 et joue au poste d'ailier.